# Calocheirus
Calocheirus es un género de pseudoscorpiones de la familia Olpiidae. Se distribuyen por la península ibérica, norte de África, la península arábiga y Asia Central.

## Especies
Según Pseudoscorpions of the World:
- Calocheirus asiaticus Dashdamirov, 1991
- Calocheirus atopos Chamberlin, 1930
- Calocheirus canariensis (Beier, 1970)
- Calocheirus gigas (Mahnert, 1980)
- Calocheirus gracilis Mahnert, 1991
- Calocheirus mirus Mahnert, 1986
- Calocheirus tenerifae Mahnert, 2002

## Publicación original
- Chamberlin, 1930: A synoptic classification of the false scorpions or chela-spinners, with a report on a cosmopolitan collection of the same. Part II. The Diplosphyronida (Arachnida-Chelonethida). Annals and Magazine of Natural History, ser. 10, vol. 5, p. 1-48 & 585-620.